# Cecilia Bârbora
Cecilia Bârbora (n. 10 mai 1963, satul Crivina, județul Mehedinți) este o actriță română. Ea este soția scenaristului-regizor Mircea Daneliuc. A absolvit Institutul de Artă Teatrală și Cinematografică din București, în 1988, sub îndrumarea profesoarei Olga Tudorache.

## Activitate actoricească

### Actriță de teatru
- Rosa - „Sâmbătă, duminică, luni” de Eduardo De Filippo, regia Dinu Cernescu, 2007
- D-na Jurdănescu (Madame Jourdain) - „Burghezul gentilom” după J.B.P. Molière, regia Petrică Ionescu, 2006
- Daria Petrovna - „Inimă de câine” de Mihail Bulgakov, regia Yuriy Kordonskiy, 2005
- Maria - „Noiembrie” de Ana Maria Bamberger, regia Alice Barb, 2003
- Lady Duncan, Vrăjitoare, Ofițer - „Macbett” de Eugene Ionesco, regia Beatrice Bleonț, 2002
- Didina Mazu - „D`ale carnavalului” de I.L. Caragiale, regia Gelu Colceag, 2002
- Natalia Ivanovna - „Trei surori” de A.P. Cehov, regia Yuri Krasovskiy, 2002
- Anica - „Generația de sacrificiu” de I. Valjan, regia Dinu Cernescu, 1998
- „De partea cui ești” de Ronald Harwood, regia Radu Beligan, 1997
- „Casa Bernardei Alba” de Federico Garcia Lorca, regia Felix Alexa, 1995
- „Cruciada copiilor” de Lucian Blaga, regia Laurian Oniga, 1993
- „Livada de vișini” de A.P. Cehov, regia Andrei Șerban, 1993
- „Audiția”, regia Andrei Șerban, 1992
- „Cine are nevoie de teatru” de Timberlake Wertenbaker, regia Andrei Șerban, 1991
- „Un anotimp fără nume” de Sorana Coroamă Stanca, regia Sanda Manu, 1987, (Debut)

## Filmografie
- Sania albastră (1987)
- Pădurea de fagi (1987)[3]
- Iacob (1988) - Veturia[4]
- A unsprezecea poruncă (1991)
- Tusea și junghiul (1992)[5]
- Această lehamite (1994) - Vali[6]
- Senatorul melcilor (1995)[6]
- Prea târziu (1996) - Alina Ungureanu[7]
- Ambasadori, căutăm patrie (2003) -  Nona[8]
- Sistemul nervos (2005) - Tuța
- Marilena (2008) - Marilena[9]
- Tanti (film) (2008)[10]
- Fetele marinarului (serial TV, 2009) - Tania
- Narcisa salbatica - Iubiri nelegiuite (serial TV, 2010-2011) - Ecaterina
- Doar cu buletinul la Paris (2015)

## Premii și nominalizări
A obținut premiul de interpretare ACIN pentru filmul „Iacob”, regia Mircea Daneliuc.